# Eupithecia noxia
Eupithecia noxia là một loài bướm đêm trong họ Geometridae.